# 福岡県第5区
福岡県第5区（ふくおかけんだい5く）は、日本の衆議院における選挙区。1994年（平成6年）の公職選挙法改正で設置。

## 区域

### 現在の区域
2022年（令和4年）公職選挙法改正以降の区域は以下のとおりである。
- 福岡市
  - 南区（弥永・弥永西・老司・鶴田の各投票区）
    - 曰佐3丁目、警弥郷1〜3丁目、柳瀬1・2丁目、弥永1〜5丁目、弥永団地、野多目4丁目（14〜17番、18番15〜60号、31・32番）、野多目6丁目、老司1丁目（1番18〜25号、5番1〜17・37〜53号、7番1〜8・29〜39号、8〜35番）、老司2〜5丁目、鶴田1〜3丁目、鶴田4丁目（1番9〜43号、2番、3番1〜4・25〜37・55〜60号、4〜54番）、柏原1丁目26番、柏原2丁目[3]
- 筑紫野市
- 春日市
- 大野城市
- 太宰府市
- 朝倉市
- 那珂川市
- 朝倉郡（筑前町、東峰村）

2017年（平成29年）公職選挙法改正から2022年の小選挙区改定までの区域は以下のとおりである。2017年の区割り変更により、2区から福岡市南区の一部が編入された。
- 福岡市
  - 南区（弥永・弥永西・老司・鶴田の各投票区）
    - 曰佐3丁目、警弥郷1〜3丁目、柳瀬1・2丁目、弥永1〜5丁目、弥永団地、野多目4丁目（14〜17番、18番15〜60号、31・32番）、野多目6丁目、老司1丁目（1番18〜25号、5番1〜17・37〜53号、7番1〜8・29〜39号、8〜35番）、老司2〜5丁目、鶴田1〜3丁目、鶴田4丁目（1番9〜43号、2番、3番1〜4・25〜37・55〜60号、4〜54番）、柏原1丁目26番、柏原2丁目
- 筑紫野市
- 春日市
- 大野城市
- 太宰府市
- 朝倉市
- 筑紫郡
- 朝倉郡

### 2017年以前の区域
2013年（平成25年）公職選挙法改正から2017年の小選挙区改定までの区域は以下のとおりである。
- 筑紫野市
- 春日市
- 大野城市
- 太宰府市
- 朝倉市
- 筑紫郡
- 朝倉郡

1994年（平成6年）公職選挙法改正から2013年の小選挙区改定までの区域は以下のとおりである。
- 甘木市
- 筑紫野市
- 春日市
- 大野城市
- 太宰府市
- 筑紫郡
- 朝倉郡

## 歴史
福岡市南区の最南部から横に広がっており、南のベッドタウンとしての役割を果たしている。
1996年の第41回衆議院議員総選挙で中選挙区の神奈川2区から鞍替えした原田義昭が返り咲いて以来、2009年の第45回衆議院議員総選挙を除いて2017年の第48回衆議院議員総選挙まで原田が当選を続けていた。
2021年の第49回衆議院議員総選挙では第45回で原田を下したが、その後は落選し続けた後に太宰府市長に転じた楠田大蔵に代わって前福岡県議会議員の堤かなめが立憲民主党公認の野党統一候補として出馬。自民党は原田と元福岡県議会議長の栗原渉との候補者調整が難航し、最終的に公示4日前の10月15日に党本部が原田を公認とすることを決定。原田と堤の一騎打ちとなり、堤が当選。原田は党の73歳定年制で比例九州ブロックとの重複立候補が出来なかったためそのまま落選となった。
2024年の第50回衆議院議員総選挙では栗原が自民党公認となり、堤を破って初当選となった（堤は比例復活）。

## 小選挙区選出議員
| 選挙名                 | 年     | 当選者   | 党派       |
| ---------------------- | ------ | -------- | ---------- |
| 第41回衆議院議員総選挙 | 1996年 | 原田義昭 | 自由民主党 |
| 第42回衆議院議員総選挙 | 2000年 | 原田義昭 | 自由民主党 |
| 第43回衆議院議員総選挙 | 2003年 | 原田義昭 | 自由民主党 |
| 第44回衆議院議員総選挙 | 2005年 | 原田義昭 | 自由民主党 |
| 第45回衆議院議員総選挙 | 2009年 | 楠田大蔵 | 民主党     |
| 第46回衆議院議員総選挙 | 2012年 | 原田義昭 | 自由民主党 |
| 第47回衆議院議員総選挙 | 2014年 | 原田義昭 | 自由民主党 |
| 第48回衆議院議員総選挙 | 2017年 | 原田義昭 | 自由民主党 |
| 第49回衆議院議員総選挙 | 2021年 | 堤かなめ | 立憲民主党 |
| 第50回衆議院議員総選挙 | 2024年 | 栗原渉   | 自由民主党 |

## 選挙結果
時の内閣：第1次石破内閣 解散日：2024年10月9日 公示日：2024年10月15日
当日有権者数：45万3985人 最終投票率：55.54%（前回比：1.02%） （全国投票率：53.85%（2.08%））
| 当落 | 候補者名     | 年齢 | 所属党派     | 新旧 | 得票数    | 得票率 | 惜敗率 | 推薦・支持 | 重複 |
| ---- | ------------ | ---- | ------------ | ---- | --------- | ------ | ------ | ---------- | ---- |
| 当   | 栗原渉       | 59   | 自由民主党   | 新   | 105,563票 | 42.88% | ――     | 公明党推薦 | ○    |
| 比当 | 堤かなめ     | 64   | 立憲民主党   | 前   | 83,588票  | 33.95% | 79.18% |            | ○    |
|      | 松尾嘉三     | 56   | 日本維新の会 | 新   | 23,604票  | 9.59%  | 22.36% |            | ○    |
|      | タコスキッド | 48   | 無所属       | 新   | 17,691票  | 7.19%  | 16.76% |            | ×    |
|      | 岡部吉高     | 42   | 参政党       | 新   | 15,733票  | 6.39%  | 14.90% |            |      |

- 堤は2025年の大野城市長選挙に立候補するため、同年8月5日に議員辞職。

時の内閣：第1次岸田内閣 解散日：2021年10月14日 公示日：2021年10月19日
当日有権者数：45万4493人 最終投票率：54.52%（前回比：1.4%） （全国投票率：55.93%（2.25%））
| 当落 | 候補者名 | 年齢 | 所属党派   | 新旧 | 得票数    | 得票率 | 惜敗率 | 推薦・支持               | 重複 |
| ---- | -------- | ---- | ---------- | ---- | --------- | ------ | ------ | ------------------------ | ---- |
| 当   | 堤かなめ | 61   | 立憲民主党 | 新   | 125,315票 | 53.09% | ――     | 社会民主党福岡県連合推薦 | ○    |
|      | 原田義昭 | 77   | 自由民主党 | 前   | 110,706票 | 46.91% | 88.34% |                          |      |

時の内閣：第3次安倍第3次改造内閣 解散日：2017年9月28日 公示日：2017年10月10日
当日有権者数：45万1843人 最終投票率：55.92%（前回比：3.59%） （全国投票率：53.68%（1.02%））
| 当落 | 候補者名 | 年齢 | 所属党派   | 新旧 | 得票数    | 得票率 | 惜敗率 | 推薦・支持 | 重複 |
| ---- | -------- | ---- | ---------- | ---- | --------- | ------ | ------ | ---------- | ---- |
| 当   | 原田義昭 | 73   | 自由民主党 | 前   | 123,758票 | 50.48% | ――     | 公明党推薦 | ○    |
|      | 楠田大蔵 | 42   | 希望の党   | 元   | 96,675票  | 39.44% | 78.12% |            | ○    |
|      | 田中陽二 | 61   | 日本共産党 | 新   | 24,715票  | 10.08% | 19.97% |            |      |

- 楠田は翌年に太宰府市長選挙に立候補し、当選。

時の内閣：第2次安倍改造内閣 解散日：2014年11月21日 公示日：2014年12月2日
当日有権者数：41万3480人 最終投票率：52.33%（前回比：7.33%） （全国投票率：52.66%（6.66%））
| 当落 | 候補者名 | 年齢 | 所属党派   | 新旧 | 得票数    | 得票率 | 惜敗率 | 推薦・支持 | 重複 |
| ---- | -------- | ---- | ---------- | ---- | --------- | ------ | ------ | ---------- | ---- |
| 当   | 原田義昭 | 70   | 自由民主党 | 前   | 113,736票 | 54.47% | ――     | 公明党推薦 | ○    |
|      | 楠田大蔵 | 39   | 民主党     | 元   | 73,805票  | 35.35% | 64.89% |            | ○    |
|      | 田中陽二 | 58   | 日本共産党 | 新   | 21,251票  | 10.18% | 18.68% |            |      |

時の内閣：野田第3次改造内閣 解散日：2012年11月16日 公示日：2012年12月4日 最終投票率：59.66% （全国投票率：59.32%（9.96%））
| 当落 | 候補者名 | 年齢 | 所属党派     | 新旧 | 得票数    | 得票率 | 惜敗率 | 推薦・支持     | 重複 |
| ---- | -------- | ---- | ------------ | ---- | --------- | ------ | ------ | -------------- | ---- |
| 当   | 原田義昭 | 68   | 自由民主党   | 元   | 113,155票 | 47.39% | ――     | 公明党推薦     | ○    |
|      | 楠田大蔵 | 37   | 民主党       | 前   | 56,940票  | 23.85% | 50.32% | 国民新党推薦   | ○    |
|      | 吉田俊之 | 56   | 日本維新の会 | 新   | 46,416票  | 19.44% | 41.02% | みんなの党推薦 | ○    |
|      | 浜武振一 | 47   | 日本未来の党 | 新   | 11,213票  | 4.70%  | 9.91%  | 新党大地推薦   | ○    |
|      | 田中陽二 | 56   | 日本共産党   | 新   | 11,068票  | 4.63%  | 9.78%  |                |      |

時の内閣：麻生内閣 解散日：2009年7月21日 公示日：2009年8月18日 （全国投票率：69.28%（1.77%））
| 当落 | 候補者名 | 年齢 | 所属党派   | 新旧 | 得票数    | 得票率 | 惜敗率 | 推薦・支持 | 重複 |
| ---- | -------- | ---- | ---------- | ---- | --------- | ------ | ------ | ---------- | ---- |
| 当   | 楠田大蔵 | 34   | 民主党     | 前   | 148,502票 | 53.15% | ――     |            | ○    |
|      | 原田義昭 | 64   | 自由民主党 | 前   | 125,767票 | 45.01% | 84.69% |            | ○    |
|      | 鵤卓徳   | 49   | 幸福実現党 | 新   | 5,139票   | 1.84%  | 3.46%  |            |      |

- 鵤卓徳はもともと維新政党・新風の党員（前大野城市議）であり、ドクター中松と同じく数少ない「幸福の科学信者以外」の候補者だった。

時の内閣：第2次小泉改造内閣 解散日：2005年8月8日 公示日：2005年8月30日 （全国投票率：67.51%（7.65%））
| 当落 | 候補者名 | 年齢 | 所属党派   | 新旧 | 得票数    | 得票率 | 惜敗率 | 推薦・支持 | 重複 |
| ---- | -------- | ---- | ---------- | ---- | --------- | ------ | ------ | ---------- | ---- |
| 当   | 原田義昭 | 60   | 自由民主党 | 前   | 139,178票 | 53.27% | ――     |            | ○    |
|      | 楠田大蔵 | 30   | 民主党     | 前   | 104,550票 | 40.01% | 75.12% |            | ○    |
|      | 河内直子 | 52   | 日本共産党 | 新   | 17,560票  | 6.72%  | 12.62% |            |      |

- 楠田は翌年に北橋健治の北九州市長選挙出馬に伴う議員辞職に伴い繰り上げ当選。

時の内閣：第1次小泉第2次改造内閣 解散日：2003年10月10日 公示日：2003年10月28日 （全国投票率：59.86%（2.63%））
| 当落 | 候補者名   | 年齢 | 所属党派   | 新旧 | 得票数    | 得票率 | 惜敗率 | 推薦・支持 | 重複 |
| ---- | ---------- | ---- | ---------- | ---- | --------- | ------ | ------ | ---------- | ---- |
| 当   | 原田義昭   | 59   | 自由民主党 | 前   | 105,071票 | 48.33% | ――     |            | ○    |
| 比当 | 楠田大蔵   | 28   | 民主党     | 新   | 81,166票  | 37.33% | 77.25% |            | ○    |
|      | 松崎百合子 | 48   | 社会民主党 | 新   | 18,419票  | 8.47%  | 17.53% |            | ○    |
|      | 河内直子   | 50   | 日本共産党 | 新   | 12,756票  | 5.87%  | 12.14% |            |      |

時の内閣：第1次森内閣 解散日：2000年6月2日 公示日：2000年6月13日 （全国投票率：62.49%（2.84%））
| 当落 | 候補者名 | 年齢 | 所属党派   | 新旧 | 得票数   | 得票率 | 惜敗率 | 推薦・支持 | 重複 |
| ---- | -------- | ---- | ---------- | ---- | -------- | ------ | ------ | ---------- | ---- |
| 当   | 原田義昭 | 55   | 自由民主党 | 前   | 93,343票 | 42.56% | ――     |            | ○    |
|      | 松本惟子 | 63   | 民主党     | 前   | 58,392票 | 26.62% | 62.56% |            | ○    |
|      | 佐藤耕造 | 64   | 自由連合   | 新   | 47,002票 | 21.43% | 50.35% |            | ○    |
|      | 森山皓子 | 55   | 日本共産党 | 新   | 20,608票 | 9.40%  | 22.08% |            |      |

- 松本は第41回は比例単独立候補で当選していた。

時の内閣：第1次橋本内閣 解散日：1996年9月27日 公示日：1996年10月8日 （全国投票率：59.65%（8.11%））
| 当落 | 候補者名 | 年齢 | 所属党派   | 新旧 | 得票数   | 得票率 | 惜敗率 | 推薦・支持 | 重複 |
| ---- | -------- | ---- | ---------- | ---- | -------- | ------ | ------ | ---------- | ---- |
| 当   | 原田義昭 | 52   | 自由民主党 | 元   | 85,399票 | 43.25% | ――     |            | ○    |
|      | 楠田幹人 | 55   | 新進党     | 新   | 66,353票 | 33.60% | 77.70% |            |      |
|      | 佐藤耕造 | 60   | 自由連合   | 新   | 25,810票 | 13.07% | 30.22% |            | ○    |
|      | 木原民也 | 70   | 日本共産党 | 新   | 19,895票 | 10.08% | 23.30% |            |      |